# Vector Stiftung

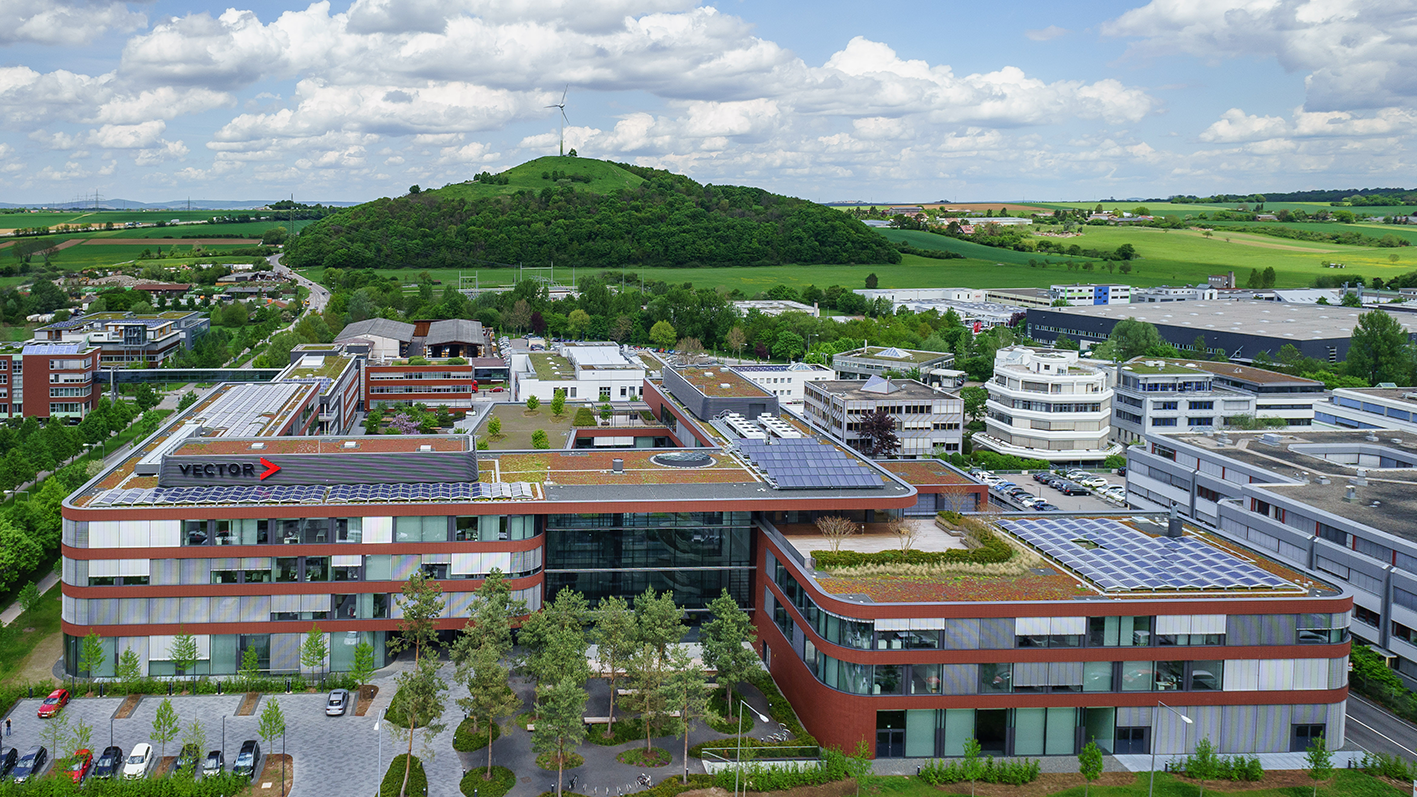
Sitz der Vector Stiftung in Stuttgart

Die Vector Stiftung ist eine unternehmensverbundene Stiftung in Stuttgart. Sie besitzt 60 Prozent der Anteile der Vector Informatik GmbH und finanziert ihre Tätigkeit aus der Dividende, die sie aus dieser Beteiligung erhält. Die Vector Stiftung fördert durchschnittlich 300 Projekte mit jährlich etwa 12 Millionen Euro. Seit 2011 hat sie mehr als 80 Millionen Euro für gemeinnützige Arbeit eingesetzt. Die Stiftung ist auf den Gebieten Forschung, Bildung und Soziales Engagement in Baden-Württemberg tätig. Der Förderschwerpunkt liegt in ingenieurwissenschaftlichen Forschungsprojekten, in der MINT-Bildung sowie in der Bekämpfung der Wohnungs- und Jugendarbeitslosigkeit.

## Geschichte
Die drei Gründer und Gesellschafter der Vector Informatik GmbH, Eberhard Hinderer, Martin Litschel und Helmut Schelling sowie Gesellschafter Thomas Beck strebten eine nachhaltige Sicherung des Unternehmens für die Zeit nach ihrem Ausscheiden an. Dies wurde auch angeregt durch die Sorge der Mitarbeiter um die Zukunft ihrer Arbeitsplätze und der Kunden um die Kontinuität ihrer Geschäftsbeziehungen. Sie haben schließlich 2011 die Nachfolge geregelt, indem sie die gemeinnützige Vector Stiftung sowie eine Familienstiftung gründeten – eine so genannte Doppelstiftung. Sie haben sich dabei vom Modell der Robert Bosch GmbH inspirieren lassen. Dabei übernahm die Vector Stiftung die Kapitalmehrheit an der Vector Informatik GmbH.

## Organisation

### Vorstand und Stiftungsrat
Die Vorständin führt die Geschäfte der Stiftung und vertritt diese. Der Stiftungsrat legt die Richtlinien der Arbeit der Stiftung fest. Er besteht aus den drei Stiftern.

### Mitarbeiter und Projekte
Rund 8 Mitarbeiter bearbeiten im Durchschnitt etwa 180 Projekte und Spenden pro Jahr in den Bereichen Forschung, Bildung und Soziales. Im Jahr 2020 flossen rund 8 Millionen Euro in die Programmarbeit.

## Leitgedanke und Ziele
Die Stifter möchten mit der gemeinnützigen Vector Stiftung der Gesellschaft etwas zurückgeben. „Am Erfolg unseres Unternehmens haben viele mitgewirkt. Deshalb sollen auch viele daran teilhaben.“, ist ihr Leitgedanke.
Stiftungszweck ist die Förderung von gemeinnützigen Projekten in der Region Stuttgart und im Land Baden-Württemberg. Die Stiftung initiiert und unterstützt Projekte mit Mitteln in Höhe von ca. 8 Millionen Euro jährlich. Die Schwerpunkte liegen in den Bereichen Forschung, Bildung und Soziales.

## Themenbereiche

### Forschung
Innovative Forschung ist ein Schlüssel zur Lösung gesellschaftlicher Herausforderungen unserer Zeit. Deshalb investiert die Vector Stiftung in die Entwicklung zukunftsfähiger Ideen und Technologien. Es werden Forschungsprojekte in den MINT-Wissenschaften (Mathematik, Informatik, Naturwissenschaften und Technik) gefördert. Im Fokus stehen die Programme MINT-Innovationen, MINT für die Umwelt und Forschung für den Klimaschutz. Forschung in diesen Bereichen sichert kommenden Generationen Wohlstand und Arbeitsplätze in der Region Stuttgart. Die Vector Stiftung führt derzeit drei Ausschreibungen im Jahr durch, auf die sich gemeinnützige Forschungseinrichtungen aus Baden-Württemberg bewerben können.

### Bildung
Im Zentrum der Bildungsförderung steht für die Vector Stiftung die Vision, den Wirtschafts- und Technologiestandort Deutschland für die Zukunft mitzugestalten. Hierzu ist ein wesentlicher Schlüssel die Abmilderung des Fachkräftemangels. Mehr Menschen in naturwissenschaftlich-technische Berufe zu bringen, ist ein erklärtes Ziel der Vector Stiftung im Bildungsbereich. Der Schwerpunkt liegt daher auf der qualitativen Verbesserung der Aus- und Fortbildung von Lehrkräften sowie der Bildungschancen von jungen Menschen.

### Soziales
Die Vector Stiftung fördert Projekte in der Region Stuttgart, um Veränderungen für sozial benachteiligte Menschen zu erzielen. Hierbei konzentriert sich das Engagement auf die Themenfelder Wohnungslosigkeit und Integration chancenarmer junger Erwachsener in die Gesellschaft.

## Ausgewählte Förderprojekte

### Forschung
- 2019: Direktgekühlter Elektromotor aus Kunststoff – Neuartiges Kühlkonzept für eine umweltfreundliche Mobilität, Fraunhofer ICT und KIT[13]
- 2020: Kontinuierliche Solar-Sorptive Wassergewinnung aus der Luft in ariden Gebieten, Universität Stuttgart[14]

- ab 2018: Cyber Valley – ein Forschungskonsortium im Bereich der künstlichen Intelligenz in Stuttgart und Tübingen[15]
- 2020: Forschungsnachwuchsgruppe Photochemie für den Umwelt- und Klimaschutz, Andrea Pannwitz, Universität Ulm[16]
- 2022: Forschungsnachwuchsgruppe Die Solarzelle der Zukunft, Juliane Borchert, Universität Freiburg[17]

### Bildung
- Mehr als 800 Deutschlandstipendien für mehr MINT-Lehramtsstudierende[18]
- Graswurzelbewegung Code Week Baden-Württemberg[19]
- Stiftungsprofessur für Didaktik der Physik, Jan-Philipp Burde, Universität Tübingen[20]

### Soziales
- Förderung von Kühlfahrzeugen bei Tafelläden[21]
- Förderung von Sozialen Unternehmensgründungen durch das Social Impact Lab in Stuttgart[22]